# Johnny Davis
Johnny Reginald Davis (ur. 21 października 1955 w Detroit) – amerykański koszykarz, występujący na pozycji rozgrywającego, mistrz NBA z 1977, po zakończeniu kariery zawodniczej – trener koszykarski. 

## Osiągnięcia
Na podstawie, o ile nie zaznaczono inaczej.
NCAA
- Uczestnik rozgrywek Sweet 16 turnieju NCAA (1974)

NBA
- Mistrz NBA (1977)[2]

Reprezentacja
- Mistrz igrzysk panamerykańskich (1975)[3]